# Wilhelm Aschenberg
Johann Wilhelm Aschenberg (* 24. April 1769 in Reinshagen; † 21. November 1819 in Hagen) war ein deutscher lutherischer Pfarrer. Bekannt geworden ist er unter anderem als Herausgeber des Bergischen Taschenbuches (1798–1804) und der Zeitschrift Hermann (seit 1814) sowie als regionalgeschichtlicher Autor.

## Leben
Aschenberg war Sohn eines wohlhabenden Kaufmannes und Gutsbesitzers. Er besuchte die Erziehungsanstalt der Brüdergemeine in Neuwied und weitere Anstalten in Sachsen. Danach studierte er ab 1783 Evangelische Theologie in Rinteln. Zwischen 1791 und 1802 amtierte er als Pfarrer in Cronenberg. Danach war er Pastor und Kirchenrat in Hagen.
Er verfasste mehrere Kirchenlieder. Neben seiner kirchlichen Tätigkeit gründete er in Cronenberg zahlreiche Vereine. Er war in vielfältiger Weise als Autor und Dichter, Herausgeber von Anthologien und Zeitschriften tätig. Mit weiteren Personen gab er unter anderem zwischen 1798 und 1804 das Bergische Taschenbuch heraus, an dem sich auch Johann Heinrich Jung-Stilling durch Beiträge beteiligte. Durch die Mitarbeit in diesem wurde Ernst Moritz Arndt über einen engeren Kreis hinaus bekannt. Aschenberg hat als Autor darin auch Beiträge zur Geschichte des Bergischen Landes verfasst. Sein Abriss der bergischen Geschichte erschien zwischen 1800 und 1804 im Bergischen Taschenbuch. Diese Darstellung hat das Geschichtsbild der Region mitgeprägt, ist aber heute wegen Geschichtsfälschungen und unbelegten Hinzufügungen umstritten. Ein geplantes größeres Werk zur bergischen Geschichte kam nicht mehr zur Ausführung. Zwischen 1802 und 1804 gab er die Niederrheinischen Blätter heraus, von denen fünf Bände erschienen.
Von Bedeutung war er 1814 als Gründer und Herausgeber der weit verbreiteten Zeitschrift Hermann. Er war ein Kritiker des napoleonischen Systems und vertrat einen ausgeprägten preußischen Patriotismus, verbunden mit nationaldeutschen Ideen.